# 2012 en Papouasie-Nouvelle-Guinée
2010 en Papouasie-Nouvelle-Guinée - 2011 en Papouasie-Nouvelle-Guinée - 2012 en Papouasie-Nouvelle-Guinée - 2013 en Papouasie-Nouvelle-Guinée - 2014 en Papouasie-Nouvelle-Guinée
 2010 par pays en Océanie - 2011 par pays en Océanie - 2012 par pays en Océanie - 2013 par pays en Océanie - 2014 par pays en Océanie -

## Chronologie

### Janvier 2012

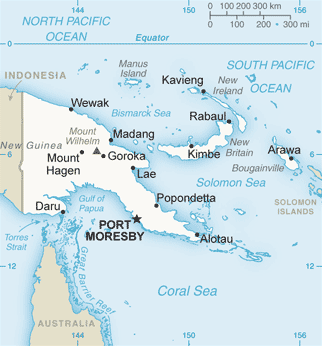
Carte de la Papouasie-Nouvelle-Guinée

- Alors que l'année débute, la crise constitutionnelle papou-néo-guinéenne de décembre 2011 n'est pas entièrement résolue. Bien que le premier ministre Peter O'Neill exerce de facto les fonctions de chef du gouvernement, avec l'appui d'une majorité parlementaire ainsi que des hauts fonctionnaires, des forces armées et des forces de police[1], il n'est pas reconnu par la Cour suprême, et Sir Michael Somare affirme être le premier ministre légitime[2].

- 25 janvier : La Papouasie-Nouvelle-Guinée subit « l’un des pires glissements de terrain » de son histoire. Vers quatre heures du matin, des tonnes de boue et de pierre se déversent du mont Gigira, dans les Hautes-Terres méridionales, sur deux villages près de la ville de Tari, les enfouissant sous environ douze mètres de débris. Il y aurait plus de soixante morts ou disparus. Le glissement provient d'une carrière dans la montagne, et des survivants accusent les exploitants de n'avoir pas pris les mesures nécessaires pour éviter un tel événement. Le premier ministre, Peter O'Neill, se rend sur place[3],[4],[5].

- 26 janvier : Le colonel Yaura Sasa (retraité) mène une action qualifiée de « mutinerie », dans le cadre du conflit politique et constitutionnel entre Michael Somare et Peter O'Neill. À la tête d'une vingtaine de soldats, il s'introduit dans un camp militaire, dont il prend le contrôle sans qu'un coup de feu ne soit tiré, et place le général de brigade Francis Agwi, chef des armées, en détention dans son logement. Sasa affirme avoir été nommé à la tête des armées par Michael Somare, qu'il reconnaît comme premier ministre légitime ; au nom du « respect de la Constitution et des tribunaux », il somme « le chef de l'État » de nommer Somare à la tête du gouvernement, faute de quoi il entreprendra « les actions qui seraient nécessaires ». Quelques heures plus tard, le premier ministre Peter O'Neill annonce que la mutinerie est terminée, et qu'Agwi a été libéré[6].

### Février 2012

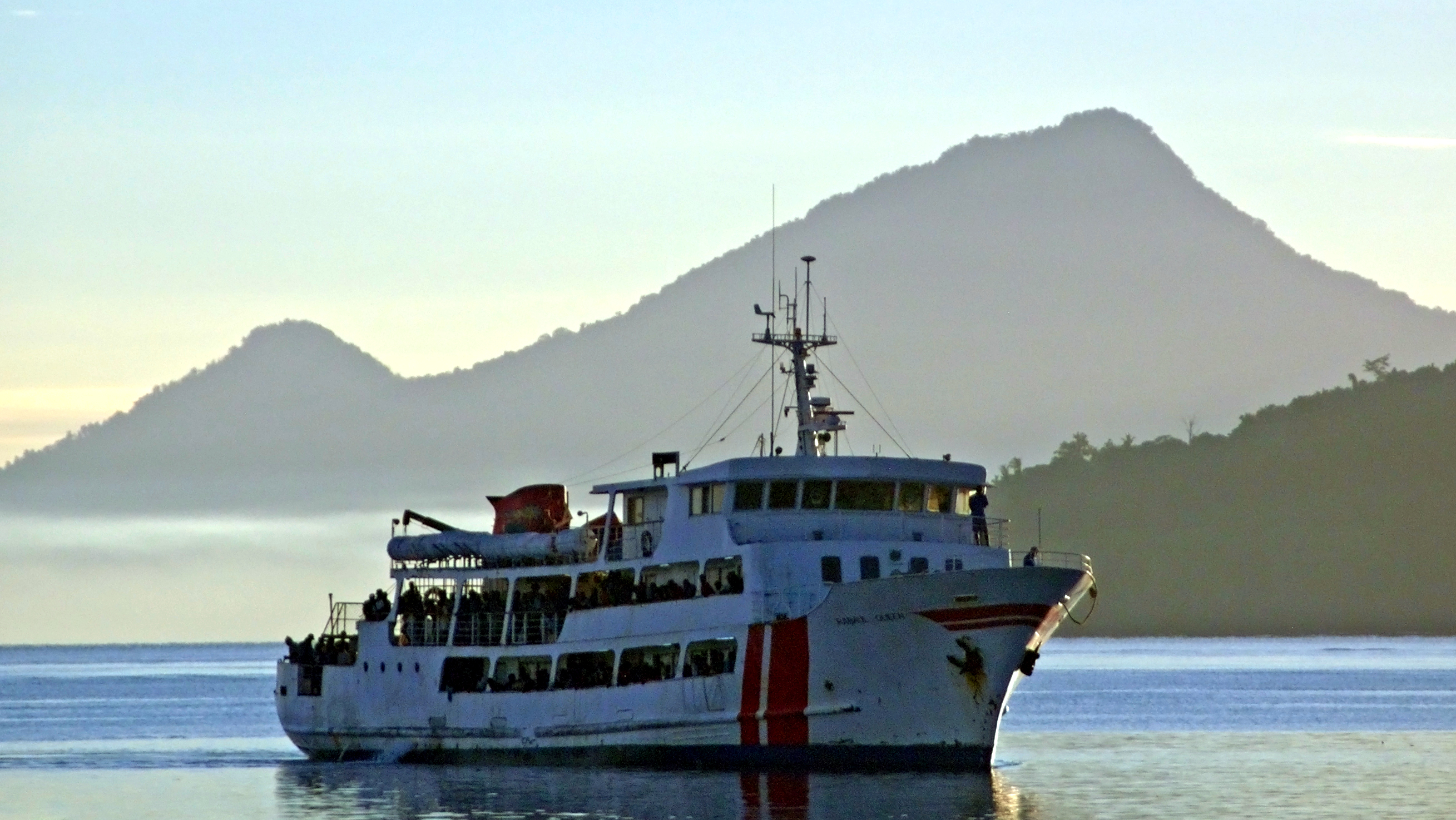
Le Rabaul Queen.

- 2 février : Naufrage du ferry MV Rabaul Queen (en), de la compagnie Rabaul Shipping, lors d'une traversée entre les villes de Kimbe (Nouvelle-Bretagne occidentale) et Lae (Morobe) en Papouasie-Nouvelle-Guinée. Il y a 351 passagers et douze membres d'équipage à bord[7],[8]. La grande majorité des passagers sont des élèves ou étudiants rejoignant leur lycée ou leur université[9]. Le lendemain, il est annoncé que les secouristes ont pu porter secours à 246 rescapés. Aucun corps n'a été trouvé, mais une centaine de personnes demeurent disparues[10]. S'ensuivent cinquante-six heures de recherches infructueuses, au cours desquelles sont repêchés cinq corps, mais aucun survivant ; les secouristes estiment qu'il n'y aura pas d'autre survivant. Le bilan du désastre s'élève donc à cinq morts, cent-douze disparus et deux-cent quarante-six rescapés[8].

### Mars 2012
|                                                                                 |  |  |
| Peter O'Neill (g.) et Michael Somare (d.), protagonistes de la crise politique. |  |  |

- 21 mars : Le Parlement de Papouasie-Nouvelle-Guinée, sous l'impulsion du gouvernement O'Neill, crée une controverse en adoptant une loi (Judicial Conduct Act) lui permettant de suspendre tout juge de ses fonctions, et de le soumettre à l'examen d'un tribunal. La loi est vivement critiquée par le chef de l'opposition officielle, Dame Carol Kidu, et par le journal The National, qui dénoncent un manquement au principe de séparation des pouvoirs, et la subordination des juges aux pouvoirs législatifs et exécutif. Les opposants à cette loi suggèrent qu'elle vise à permettre au gouvernement de démettre le président de la Cour suprême, Sir Salamo Injia, avec lequel il entretient des rapports conflictuels[11],[12],[13]. Une manifestation contre cette loi rassemble des milliers de personnes à Port Moresby, dont de nombreux étudiants de l'Université de Papouasie-Nouvelle-Guinée, et une pétition est déposée au Parlement[14],[15]. Le 4 avril, le Parlement suspend deux juges de la Cour suprême, Sir Salamo Injia et Nicholas Kerriwom, perçus comme des opposants au gouvernement[16].

### Mai 2012
- 20 mai : Un mois avant la tenue d'élections législatives, la Cour suprême ordonne à nouveau que Sir Michael Somare soit restitué au poste de premier ministre, au motif que sa destitution s'était faite de manière non-constitutionnelle[17]. Le vice-premier ministre Belden Namah réagit en faisait arrêter le président de la Cour suprême, Sir Salamo Injia, pour sédition, estimant qu'il était biaisé[18].

- 29 mai : Le vice-président du Parlement, Francis Marus, ouvre une session parlementaire en reconnaissant le jugement de la Cour suprême. Somare, et non O'Neill, est le premier ministre, dit-il. Toutefois, ajoute-t-il, Somare ne peut être premier ministre, puisqu'il n'est plus député, ayant été disqualifié de cette fonction pour avoir manqué plusieurs sessions du Parlement. En conséquence, il n'y a pas de premier ministre en Papouasie-Nouvelle-Guinée. « Visiblement surpris », O'Neill, qui n'est pas sur place à ce moment-là, « se précipite » pour rejoindre le Parlement et s'entretenir avec les députés de sa majorité. Il annonce ensuite que le Parlement procèdera à l'élection d'un premier ministre le lendemain[19],[20],[21]. Le Parlement élit O'Neill premier ministre le 30 mai, l'opposition n'assistant pas à la procédure. Il est investi le jour-même[22].

### Juin 2012
- 23 juin : Élections législatives. (Les élections, en un seul tour, se déroulent sur deux semaines à partir du 23 juin.)[23]

### Août 2012
- 3 août : Lors de la première session du parlement après les élections, les députés confirment Peter O'Neill au poste de premier ministre. Dans un retournement de situation, il bénéficie du soutien de son ancien rival Sir Michael Somare. Theodore Zurenuoc est pour sa part élu président du Parlement, remplaçant Jeffrey Nape[23].

### Novembre 2012
- novembre : Le prince Charles, prince de Galles et la duchesse de Cornouailles visitent la Papouasie-Nouvelle-Guinée, l'Australie et la Nouvelle-Zélande, trois pays où Charles est prince héritier de la Couronne[24].

- novembre : La Papouasie-Nouvelle-Guinée lève ses barrières douanières à la quasi-totalité des produits en provenance des trois autres pays du Groupe mélanésien Fer de lance. Ces trois pays (Fidji, Salomon, Vanuatu) avaient déjà établi un marché commun. Les pays membres s'accordent aussi sur la libre circulation des travailleurs qualifiés entre leurs territoires respectifs[25].

- 30 novembre : La mission RAMSI (débutée en 2003) touchant à sa fin, les soldats néo-zélandais et tongiens quittent les îles Salomon. Ils confient la relève à des soldats australiens et papou-néo-guinéens, qui devraient quitter le pays à leur tour mi-2013[26].